# 愛知保育団体連絡協議会
愛知保育団体協議会（あいちほいくだんたいきょうぎかい）は、豊かな保育・子育ての環境づくりをめざした活動を掲げる団体である。略称、愛保協。